# Gon (Längenmaß)
Gon, auch Kwo oder Quo, war ein vietnamesisches Längenmaß und Ellenmaß in Annam.
Der Handelsthuok, von dem das Maß bestimmt wurde, hatte eine Länge von 52 bis 64 Zentimeter, war aber amtlich mit 0,6388 Meter festgelegt. Im Verkehr rechnete man das Maß bis zu einem Fünftel kleiner.
- 1 Gon = 300 Thuok = 191,64 Meter